# گلشچرام
گلشچرام (به لاتین: Gletscherchamm) یک کوه در سوئیس است که در کانتون گراوبوندن واقع شده‌است. گلشچرام ۳٬۱۷۳ متر بالاتر از سطح دریا واقع شده‌است.